# 디 아미데일 스쿨
디 아미데일 스쿨(The Armidale School)은 오스트레일리아 아미데일에 있는 성공회 계파 사립 12년제 초중고등학교이다. 19세기 시절이던 1894년 첫 개교되었다.